# Кныш, Михаил Николаевич
Михаил Николаевич Кныш (укр. Михайло Миколайович Книш; род. 22 ноября 1983, Коростень, Житомирская область) — украинский легкоатлет, специалист по бегу на короткие дистанции. Выступал за сборную Украины по лёгкой атлетике в 2003—2013 годах, обладатель бронзовой медали Кубка Европы, многократный победитель и призёр первенств национального значения, участник двух летних Олимпийских игр. Мастер спорта Украины международного класса.

## Биография
Михаил Кныш родился 22 ноября 1983 года в городе Коростень Житомирской области Украинской ССР.
Занимался лёгкой атлетикой в местной детско-юношеской спортивной школе. С 2001 года проходил подготовку в Винницкой области, поступил в Винницкий государственный педагогический университет (окончил его в 2006 году), представлял спортивное общество «Колос» в Виннице.
Впервые заявил о себе на международном уровне в сезоне 2003 года, когда вошёл в состав украинской национальной сборной и выступил в беге на 400 метров на молодёжном европейском первенстве в Быдгоще.
Благодаря череде удачных выступлений удостоился права защищать честь страны на летних Олимпийских играх 2004 года в Афинах — в программе эстафеты 4 × 400 метров вместе с соотечественниками Владимиром Демченко, Евгением Зюковым и Андреем Твердоступом на предварительном квалификационном этапе показал результат 3:04,01, чего оказалось недостаточно для выхода в финал.
В 2005 году бежал индивидуальные 400 метров и эстафету 4 × 400 метров на молодёжном европейском первенстве в Эрфурте — во втором случае стал в финале шестым. На чемпионате мира в Хельсинки в финал эстафеты не вышел.
В 2006 году стартовал в эстафете 4 × 400 метров на чемпионате мира в помещении в Москве, установил национальный рекорд Украины в данной дисциплине (3:09,46), но предварительный квалификационный этап не преодолел.
В 2007 году бежал 400 метров на чемпионате Европы в помещении в Бирмингеме.
Представлял Украину на Олимпийских играх 2008 года в Пекине — на сей раз выступал в индивидуальном беге на 400 метров, с результатом 46,28 не смог квалифицироваться в полуфинальную стадию соревнований.
После пекинской Олимпиады Кныш остался действующим спортсменом на ещё один олимпийский цикл и продолжил принимать участие в крупнейших международных стартах. Так, в 2009 году он отметился выступлением в Суперлиге командного чемпионата Европы в Лейрии, где в дисциплине 400 метров закрыл десятку сильнейших.
В 2010 году был третьим в эстафете 4 × 400 метров в Суперлиге командного чемпионата Европы в Бергене, стартовал на 400-метровой дистанции и в эстафете на чемпионате Европы в Барселоне.
В 2011 году занял шестое место в эстафете 4 × 400 метров в Суперлиге командного чемпионата Европы в Стокгольме.
В 2012 году бежал эстафету на чемпионате мира в помещении в Стамбуле и на чемпионате Европы в Хельсинки — во втором случае стал в финале седьмым.
В 2013 году показал восьмой результат в эстафете 4 × 400 метров в Суперлиге командного чемпионата Европы в Гейтсхеде, тогда как на чемпионате мира в Москве в финал не вышел.
Завершил спортивную карьеру по окончании сезона 2014 года.
За выдающиеся спортивные достижения удостоен почётного звания «Мастер спорта Украины международного класса» (2008).